# Шкурко Роман Агапійович
Роман Агапійович Шкурко (нар. 23 червня 1908, Велика Рибиця — пом. 7 жовтня 1979, Суми) — червоноармієць, учасник німецько-радянської війни, Герой Радянського Союзу з 1944 року.

## Біографія
Народився 23 червня 1908 року в селі Великій Рибиці (тепер Сумський район Сумської області, Україна) в селянській сім'ї. Українець. Отримав початкову освіту. До 1928 року працював в сільському господарстві, потім переїхав на Донбас, де працював муляром.
Під час німецько-радянської війни жив у окупованій Великій Рибиці. З березня 1943 року у Червоній армії. Служив сапером 797-го стрілецького полку 232-ї Сумсько-Київської стрілецької дивізії, 38-ї армії. Воював на Воронезькому і Першому Українському фронтах. Був поранений.
Відзначився при форсуванні полком Дніпра в районі села Вишгорода (нині місто Київської області України). З 4 по 5 жовтня 1943 року під вогнем противника на рибальських човнах переправляв бійців, матеріальну частину і боєприпаси на правий берег річки.

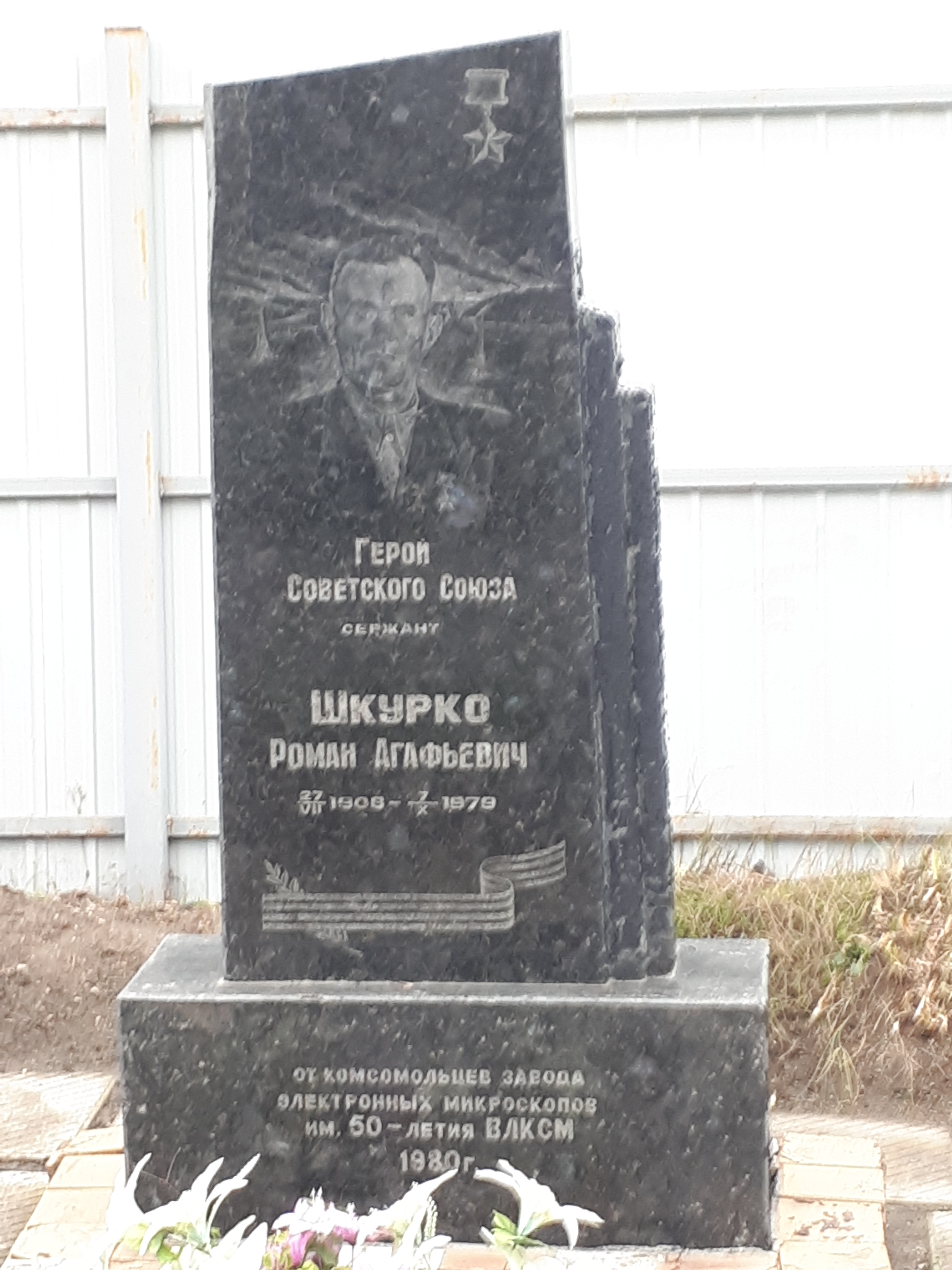
Могила Романа Шкурка.

У наприкінці 1945 року у званні сержанта демобілізований. Повернувся до Великої Рибиці, працював в колгоспі. З 1947 року жив у місті Сумах. Працював будівельником, потім в обласній друкарні. Помер в Сумах 7 жовтня 1979 року. Похований на Засумському кладовищі в Сумах.

## Пам'ять
- У селищі міського типу Краснопіллі на Алеї Героїв йому встановлено пам'ятну дошку[1].

## Нагороди
- Герой Радянського Союзу (указ Президії Верховної Ради СРСР від 10 січня 1944 року; за мужність і відвагу, проявлені в боях з фашистськими загарбниками на Дніпрі; орден Леніна і медаль «Золота Зірка» № 4 257)[2];
- орден Вітчизняної війни І-го ступеня (4 квітня 1945)[3].